# Elongatomerionoeda elegans
Elongatomerionoeda elegans är en skalbaggsart som beskrevs av Hayashi 1977. Elongatomerionoeda elegans ingår i släktet Elongatomerionoeda och familjen långhorningar. Inga underarter finns listade i Catalogue of Life.